# Match Day
Match Day es un videojuego simulador de fútbol desarrollado por Jon Ritman y publicado por Ocean Software en 1984. La primera versión se realizó para ZX Spectrum y después se publicaron versiones para BBC Micro, Commodore 64 y Amstrad CPC (está última la realizó un equipo externo a Océano sin usar el código fuente original de Ritman).

## Serie
Es el primer juego de la serie "Match Day", que incluye Match Day 2, International Match Day y Super Match Soccer